# Мэрилендский университет в Колледж-Парке
Мэрилендский университет в Колледж-Парке (англ. University of Maryland, College Park) — государственный исследовательский университет в Колледж-Парке, граничащем на востоке со столицей США; крупнейший университет в штате Мэриленд и ядро университетской системы Мэриленда.
По закону штата, университет может официально использовать название «Мэрилендский университет». (При этом, названием «Мэрилендский университет» также официально пользуется Мэрилендский университет в Балтиморе.) Название иногда сокращают просто до «Мэриленд»; широко используются аббревиатуры UM, UMD, UMCP. Во многих русскоязычных источниках, название университета приводится, как «Университет Мэриленда» или «Университет штата Мэриленд».

## История
6 марта 1856 года правительство штата дало разрешение на организацию прямого предшественника нынешнего университета — Мэрилендского сельскохозяйственного колледжа (англ. Maryland Agricultural College). В 1858 году, местный политик Чарльз Калверт купил участок земли для строительства кампуса нового колледжа. В 1859 году в колледж поступили первые 34 студента. Летом 1864 года, во время Гражданской войны, колледж на некоторое время заняли войска южан. Согласно легенде, ректор колледжа, Генри Ондердонк, симпатизировал южанам и даже устроил бал для офицеров-южан, профессоров и местных помещиков.
К концу войны у колледжа начались серьёзные финансовые проблемы. Пришлось продать часть земельного участка и на два года перепрофилироваться в мужскую гимназию. Наконец, в 1866 году, правительство штата купило 50 % колледжа чтобы спасти его от банкротства; колледж стал полугосударственным. В 1867 году колледж снова открылся, и в него поступили 11 новых студентов. Количество студентов постепенно увеличилось до ста, и колледжу удалось выплатить долги. В 1898 году было построено здание Моррилла; сейчас это самое старое здание в университете, в котором до сих пор читают лекции.

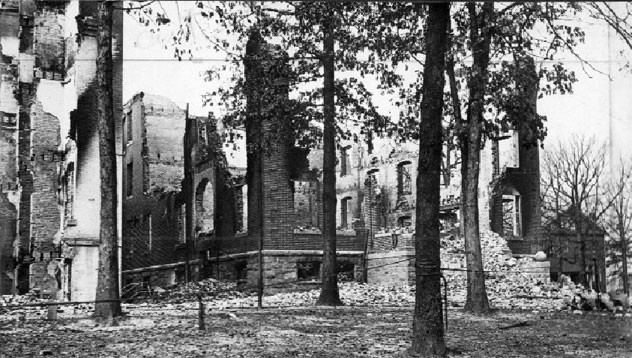
Последствия пожара 1912 г.

29 ноября 1912 года, в День благодарения, на чердаке нового здания администрации начался пожар; из-за сильного ветра, сгорели почти все здания колледжа. Тем не менее, подавляющее число студентов вернулось в колледж после каникул, и жило у местного населения, пока не было отстроено новое общежитие. Замену зданию администрации построили только в 1940-х годах.
В 1916 году колледж стал полностью государственным и получил новое название — Мэрилендский государственный колледж (Maryland State College). В том же году в колледж начали принимать девушек.
В 1920 году, на основе государственного колледжа в Колледж-Парк и кампуса в Балтиморе, создаётся Университет Мэриленда. В этом же году, университет впервые присуждает докторскую степень. В университете учится более 500 студентов.

### Современная история
После Второй мировой войны, резко возрастает количество учащихся. В 1951 году, в университете учится около 10.000 студентов; университет впервые начинает принимать афроамериканцев. В 1957 году ректор Элкинс начинает кампанию за повышение стандартов обучения; в течение первого года программы Элкинса, из университета выгоняют 18 % учащихся.
В 1988 году в Мэриленде полностью переорганизовывается система ВУЗов. Появляется Университетская система штата Мэриленд, в которой Университет Мэриленда, Колледж-Парк — главный ВУЗ. В 1997 году Генеральная ассамблея Мэриленда разрешает университету также использовать название «Университет Мэриленда» (это же право получает и Университет Мэриленда, Балтимор).
В 2001 году по университету проходит торнадо; два человека погибло, повреждено 12 зданий.

## Учёба
Университет предоставляет обучение по 127 специальностям на уровне бакалавра и по 112 специальностям на уровне магистра или PhD. В организационном плане, он разделён на 13 т. н. колледжей и школ:
| - Школа архитектуры, планировки и сохранения (School of Architecture, Planning & Preservation) - Школа библиотечных наук (College of Information Studies) - Школа бизнеса Роберта Смита (Robert H. Smith School of Business) - Колледж журналистики Филипа Меррила (Philip Merrill College of Journalism) - Школа инженерии А. Джеймса Кларка (A. James Clark School of Engineering) - Колледж искусств и гуманитарных наук (College of Arts and Humanities) - Колледж компьютерных, математических и физических наук (College of Computer, Mathematical, and Physical Sciences) - Школа музыки (School of Music) | - Колледж педагогики (College of Education) - Колледж поведенческих и социальных наук (College of Behavioral and Social Sciences) - Школа общественного здравоохранения (School of Public Health) - Школа общественной политики (School of Public Policy) - Колледж сельского хозяйства и природных ресурсов (College of Agriculture and Natural Resources) - Колледж химических и биологических наук (College of Chemical and Life Sciences) |

Колледжи делятся на факультеты; например, Колледж компьютерных, математических и физических наук состоит из шести факультетов: астрономии, атмосферных и океанских наук, геологии, информатики, математики и физики.

### Рейтинги
Согласно общему рейтингу U.S. News & World Report на 2007, Университет Мэриленда, Колледж-Парк находится на 54-м месте по США, и на 18-м среди американских государственных университетов.. Многие программы в областях физики, информатики, математики, инженерии, педагогики и бизнеса входят в двадцатку лучших по США.
В 2014 году Мэрилендский университет в Колледж-Парке занял 30 позицию в Академическом рейтинге лучших университетов США.

## Testudo
С 1932 года маскотом университета является бугорчатая черепаха (Malaclemys terrapin) по прозвищу Testudo (Тестудо). В 1933-м году была отлита 300-фунтовая (136 кг) статуя черепахи, и поставлена на постаменте при въезде в университет. В честь спортивных матчей, статую несколько раз захватывали студенты других университетов. Чтобы предотвратить повторение этих событий, в 1965 году статую установили у здания библиотеки и утяжелили несколькими центнерами цемента; с тех пор статуя стоит на месте. Студенческая примета — если потрогать бронзового Testudo за нос, это принесёт удачу.

## Известные преподаватели и выпускники
Список известных выпускников: Категория:Выпускники Мэрилендского университета в Колледж-Парке
Четыре мэрилендских профессора — Хуан Рамон Хименес, Уильям Филлипс, Томас Шеллинг и Джон Мэтер — стали лауреатами Нобелевской премии. В университете также преподают Сагдеев, Роальд Зиннурович, академик РАН, лауреат Ленинской премии, лауреат премии Американского физического общества имени Максвелла и Лео Силарда и Сергей Петрович Новиков, лауреат Филдсовской премии, академик РАН, Джон Привас историк античности и автор книг. Специалист по истории Ганнибала. Сирил Поннамперума — ланкийский учёный в области абиогенеза и химической эволюции.